# Marcelle Lentz-Cornette
Marcelle Lentz-Cornette (n. 2 martie 1927, Differdange – d. 29 ianuarie 2008) a fost un om politic luxemburghez, membru al Parlamentului European în perioada 1979-1984 din partea Luxemburgului. 